# جيسون هاوس
جيسون هاوس (بالإنجليزية: Jason Hawes)‏ (27 ديسمبر 1971، كاناندياجو في الولايات المتحدة)؛ مقدم تلفزيوني، منتج تلفزيوني وروائي أمريكي.

## روابط خارجية
- جيسون هاوس على موقع IMDb (الإنجليزية)
- جيسون هاوس على موقع قاعدة بيانات الفيلم (الإنجليزية)